# Железяка
Железя́ка (англ. Claptrap) — персонаж серии компьютерных игр в жанре action/RPG Borderlands. Его дебют состоялся в игре Borderlands (2009), и во всех проектах, кроме Borderlands: The Pre-Sequel (2014), он является неигровым персонажем.
Железяка считается талисманом франшизы и комедийным героем. Одни критики считают его забавным, а другие — раздражающим, но несмотря на это, Железяка стал одним из самых узнаваемых персонажей Borderlands.

## Создание персонажа
История создания Железяки началась с наброска, являвшегося результатом низкоуровневого задания, выполненного программной системой управления проектами JIRA. В 2007 году, когда Borderlands была впервые представлена публике, её визуальный стиль был более мрачным и реалистичным. К 2009 году игра обзавелась новым стилем, который Gearbox назвала «стилем концепт-арта»; на стилизацию графики под сел-шейдинг, что отличало игру от прочих шутеров от первого лица, ушло несколько месяцев. Одним из немногих элементов, которые не подверглись изменениям, стал первоначальный дизайн Железяки, который издание GameSpot назвало «счастливой случайностью». По словам концепт-дизайнера Лорина Вуда, при разработке образа персонажа он поставил перед собой цель «создать настолько простого и заурядного робота, насколько это возможно».
Роль Железяки состояла в том, чтобы задать тон играм серии Borderlands. С момента первого появления его роль расширялась, и со временем робот стал «одним из главных персонажей франшизы». После выхода Borderlands 2 следующим шагом стал его дебют в качестве игрового персонажа, что и произошло в Borderlands: The Pre-Sequel.
В первых четырёх играх серии Железяку озвучил Дэвид Эддингс, однако после конфликта между Эддингсом и главой Gearbox Рэнди Питчфордом его заменил Джим Форонда. По словам Эддингса, причиной стало то, что за озвучку персонажа в Borderlands 3 ему предложили недостаточную зарплату. Питчфорд опроверг эти слова, назвав актёра «злым и недовольным» после увольнения из Gearbox.

## Появления
Впервые Железяка появляется в игре Borderlands 2009 года и дополнениях к ней, в том числе в The Secret Armory of General Knoxx и Claptrap’s New Robot Revolution. С того момента персонаж появлялся во всех играх, спин-оффах и дополнениях. Так, его можно встретить в Borderlands 2 и в следующих DLC к ней: Sir Hammerlock’s Big Game Hunt, Tiny Tina’s Assault on Dragon Keep и Commander Lilith & the Fight for Sanctuary. В игре Borderlands: The Pre-Sequel, вышедшей в 2014 году, Железяка стал игровым персонажем, а позднее стал центральным героем дополнения Claptastic Voyage. В Borderlands 3 он получает возможность взбираться по лестницам.
Когда сайт VG247 спросил у представителей Gearbox, какой голливудский актёр мог бы сыграть Железяку в кино, те предложили кандидатуры Дуэйна Джонсона и Билла Мюррея. В конечном итоге в фильме «Бордерлендс», вышедшем на экраны в 2024 году, робота озвучил Джек Блэк, причём он сделал это ещё до начала съёмок и ни разу не появился на съёмочной площадке.
Вне основной серии персонаж появлялся в следующих проектах: в игре Fortnite в качестве платного питомца, в игре Torchlight II в качестве камео и в фильме «Первому игроку приготовиться». Также Железяка является одним из противников игрока в Poker Night 2. Журналист Destructoid Джошуа Дероше отметил, что Железяка выражает свои мысли вслух, в покер он играет плохо.

## Продвижение и восприятие
Существует множество различных товаров с Железякой: автомобильные зарядные устройства, фигурки Funko Pop, держатели для контроллеров и фигурка от McFarlane Toys, которую обозреватель Kotaku Ричард Макуэртор похвалил за внимание к деталям.
И фанаты, и критики воспринимали персонажа как положительно, так и отрицательно. Так, журнал PC Gamer посвятил ему целую статью, авторы которой делились своим мнением о герое. Элис Стэнли из Rock, Paper, Shotgun назвала Железяку бесячим, но приятным, Том Сайкс из PC Gamer — «любимым / ненавистным маскотом», а обозреватель GameRevolution Крис Кейпел — слегка надоедливым. В статье PC Gamer Энди Келли пишет: «Когда он начинает танцевать и битбоксить, так и хочется сунуть его в дробилку для автомобилей, а получившийся жёлтый кубик металла выбросить в червоточину, ведущую в дерьмовое измерение, где всё сделано из дерьма». Шон Прескотт отметил, что «Железяка раздражает больше, чем любой другой персонаж или диалог в любой игре по Borderlands». Кристофер Ливингстон написал, что персонаж «не хороший, но и не самый худший, как по мне. Но уж точно один из худших». Джоди Макгрегор сказал, что после прохождения первой части Borderlands он ненавидел Железяку «так же, как и все», но после игры в Borderlands 2 его мнение изменилось благодаря более детальной проработке персонажа. Фрейзер Браун заявил, что «Железяка — это просто очень шумный миньон. Выбросьте его в мусорку». Уэсли Фэнлон заявил, что персонаж «плох, только если его озвучивает не Кит Дэвид». Сэмюэл Робертс сказал, что «персонаж был неплох до тех пор, пока не начал танцевать дабстеп». Журналист The Verge Эндрю Уэбстер назвал Железяку одним из самых надоедливых роботов, однако Джейми Латур из TheGamer отметил, что «фишка Железяки как раз в его надоедливости, однако даже самоирония начинает приедаться, если она есть буквально в каждой игре».
Несмотря на неоднозначную реакцию, Железяка является одним из самых популярных персонажей Borderlands — это показало голосование, устроенное разработчиками среди поклонников. Некоторые видеоигровые журналисты также включают Железяку в число лучших и наиболее значимых игровых персонажей. По мнению журналиста Shacknews Джоша Хокинса, это «на данный момент один из самых обожаемых героев серии Borderlands». Когда один из фанатов игры связался с Gearbox, чтобы попросить через персонажа почтить память своего друга, умершего от рака, разработчики согласились; более того, они предложили добавить того в Borderlands 2 в качестве неигрового персонажа.
В 2012 году Железяка получил премию Spike Video Game Awards в категории «Персонаж года».